# David Gordon Green
David Gordon Green (Little Rock, 9 april 1975) is een Amerikaans filmregisseur, scenarioschrijver en producent.

## Carrière
David Gordon Green werd in 1975 geboren in Little Rock (Arkansas) en groeide op in Richardson (Texas). Zijn vader, Hubert Gordon Green jr., was de decaan van een medische school en zijn moeder, Ann Hunter, was een instructrice in bevallingstechnieken.
Green studeerde filmregie aan de Universiteit van North Carolina. Tijdens zijn studie maakte hij twee korte films, Pleasant Grove en Physical Pinball. In 2000 volgde zijn debuutfilm George Washington, over een groepje kinderen in een armzalig stadje in North Carolina.
In de daaropvolgende jaren werd Green vooral bekend als de regisseur van komedies, waarvoor hij regelmatig samenwerkte met acteur Danny McBride. Zo regisseerde hij onder meer Pineapple Express (2008), Your Highness (2011) en de HBO-serie Eastbound & Down (2009–2013). Later regisseerde hij ook verscheidene afleveringen van de komische series Red Oaks (2014–2017) en Vice Principals (2017).
In 2017 regisseerde hij met Stronger een dramafilm over de revalidatie van Jeff Bauman, die in 2013 tijdens de bomaanslagen van de Boston Marathon beide benen verloor. 

## Filmografie

### Film
| Jaar | Titel               | Regisseur | Scenarist |
| ---- | ------------------- | --------- | --------- |
| 2000 | George Washington   |           |           |
| 2003 | All the Real Girls  |           |           |
| 2004 | Undertow            |           |           |
| 2007 | Snow Angels         |           |           |
| 2008 | Pineapple Express   |           |           |
| 2011 | Your Highness       |           |           |
| 2011 | The Sitter          |           |           |
| 2013 | Prince Avalanche    |           |           |
| 2013 | Joe                 |           |           |
| 2014 | Manglehorn          |           |           |
| 2015 | Our Brand Is Crisis |           |           |
| 2016 | Goat                |           |           |
| 2017 | Stronger            |           |           |
| 2018 | Halloween           |           |           |

### Televisie
| Jaar      | Titel                   | Regisseur | Scenarist |
| --------- | ----------------------- | --------- | --------- |
| 2009–2013 | Eastbound & Down        |           |           |
| 2011      | Good Vibes              |           |           |
| 2014–2017 | Red Oaks                |           |           |
| 2016–2017 | Vice Principals         |           |           |
| 2017      | There's... Johnny!      |           |           |
| 2019–     | The Righteous Gemstones |           |           |
| 2019–     | Dickinson               |           |           |